# Kommunernes landsforening
Kommunernes landsforening, sedan 2001 endast KI, är en intresseorganisation för Danmarks kommuner. Dess säte ligger på Islands brygge i Köpenhamn.
Organisationen grundades genom att den danske købstadforening, de samvirkende sognerådsforeninger i Danmark och foreningen af bymæssige kommuner gick samman i samband med kommunreformen i Danmark 1970. Den har omkring 400 anställda.
KL fungerar som kommunernas representant både vid årliga förhandlingar med regeringen om kommunernas ekonomiska ramar under kommande budgetår och som arbetsgivarorganisation vid förhandlingar med de fackförbund som organiserar kommunernas anställda. 

## Ordförande[2]
- 1 april 1970 - 1 januari 1973: Henning Rasmussen, Esbjerg (A)
- 19 januari 1973 - 16 juni 1978: Jens Mathiasen, Herning (V)
- 16 juni 1978 - 29 oktober 1979: Henning Rasmussen, Esbjerg (A)
- 2 november 1979 - 2 april 1982: Thorkild Simonsen, Århus (A)
- 2 april 1982 - 11 april 1986: Evan Jensen, Lejre (V)
- 11 april 1986 - 1 april 1992: Thorkild Simonsen, Århus (A)
- 1 april 1992 - 15 april 1994: Hilmar Sølund, Herning (A)
- 15 april 1994 - 17 april 1998: Evan Jensen, Lejre (V)
- 17 april 1998 - 15 mars 2002: Anker Boye, Odense (A)
- 15 mars 2002 - 16 mars 2006: Ejgil W. Rasmussen, Gedved (V)
- 16 mars 2006 - 19 mars 2010: Erik Fabrin, Rudersdal (V)
- 19 mars 2010 - 6 maj 2012(†): Jan Trøjborg, Horsens (A)
- 24 maj 2012 - 19 mars 2014: Erik Nielsen, Rødovre (A)
- 20 mars 2014 - 8 mars 2018: Martin Damm, Kalundborg (V)
- 8 mars 2018 - 17 mars 2022: Jacob Bundsgaard, Århus (A)
- 17 mars 2022 - 2026: Martin Damm, Kalundborg (V)